# オスペダレッティ
オスペダレッティ(伊: Ospedaletti)は、イタリア共和国リグーリア州インペリア県にある、人口約3,100人の基礎自治体（コムーネ）。

## 地理

### 位置・広がり

#### 隣接コムーネ
隣接するコムーネは以下の通り。
- ボルディゲーラ
- サンレーモ
- セボルガ
- ヴァッレボーナ

### 地震分類
イタリアの地震リスク階級 (it) では、3 に分類される
。

## 姉妹都市
- Soulac-sur-Mer、フランス